# Aquila Italiana
Aquila Italiana (Акюіла Італьяна) — з 1906 року італійський виробник автомобілів. Штаб-квартира розташована в місті Турин. У 1916 році компанію купує фірма S.P.A.. У 1917 році компанія припинила виробництво автомобілів.

## Джуліо Чезаре Каппа та Джуліо Паллавічіно
У 1905 році Aquila Italiana відкрила свою майстерню у Турині. Молодий італійський інженер Джуліо Чезаре Каппа мав невелику майстерню з ремонту та виробництва двигунів внутрішнього згоряння. Він співпрацював з маркізом Джуліо Паллавічіно ді Пріола, італійським представником англійської компанії Brown Cars, який фінансував конструювання нового двигуна, розробленого компанією Каппи. Це був чотирициліндровий двигун, конструкція якого вплинула на всі наступні автомобільні двигуни. 
Каппа був перший, хто вирішив важливі технічні проблеми тертя і стійкості в автомобільному двигуні - використання кулькових підшипників. Двигун також використовував легкосплавні поршні. Каппа навіть застосовував педаль зчеплення для запуску двигуна, а не рукоятку. Ці нововведення сильно революціонізували світ двигунів внутрішнього згоряння. Знімна голівка мала опозитно розташовані клапани (один нижній і один верхній) (відома як "F-head" у США). Незважаючи на те, що конфігурація використовувалась для мотоциклів з одноциліндровим двигуном, в той самий час декілька багатоциліндрових двигунів використовували дану конструкцію. Каппа та Паллавічіно встановили двигун на шасі прототипу, який виявився успішним. 

## Заснування компанії
Паллавічіно запропонував Каппі розширити свою майстерню, щоб почати виробництво автомобілів. Таким чином, у 1906 році було створено Società Anonima Aquila. 
Доповнення "Italiana" було придумано для того, щоб уникнути претензій на торговельну марку з боку німецької фірми Adler. Адже "Aquila" італійською і "Adler" німецькою означає одне й те саме - орел. 
Автомобіль був представлений на Туринському автосалоні у 1906 році і мав величезний успіх. 
Нові автомобілі Aquila відразу ж отримали визнання. Покупці оцінили високу якість збірки, багате оснащення і чудові швидкісні якості. Ненадовго машини цієї марки стали одними з найпрестижніших в Італії.
Участь у справах компанії також брав відомий юрист та музикант Густаво Мальвано. Однак, 1 вересня 1907 року біля Мадженти, Ломбардія, вантажний потяг, який їхав по лінії Мілан-Новара, протаранив машину, що їхала від Турину до Мілана. Дорожньо-транспортна пригода забрала життя всіх трьох пасажирів автомобіля: водія, Паллавічіно та Мальвано.

## Компанія Anonima Aquila Italiana di L. Marsaglia
Вінченцо Марсалья, автомобільний ентузіаст, гонщик, пілот та син знаменитого банкіра, долучився до команди, щоб зберегти молоду компанію на плаву. Виробництво продовжувалося протягом року, але у 1908 році обіговий капітал компанії зменшився. Виробництво частково зупинилося, але Марсалья зміг розширити лінію кредитування компанії за допомогою низки банків. Проте підприємство було без директора та належного фінансування. У 1909 році Марсалья наполіг на тому, щоб компанія була придбана банком-кредитором. Вона була перейменована в Anonima Aquila Italiana di L. Marsaglia. Каппа залишився на місці менеджера з проектування та виробництва.

## Припинення виробництва автомобілів. Закриття компанії

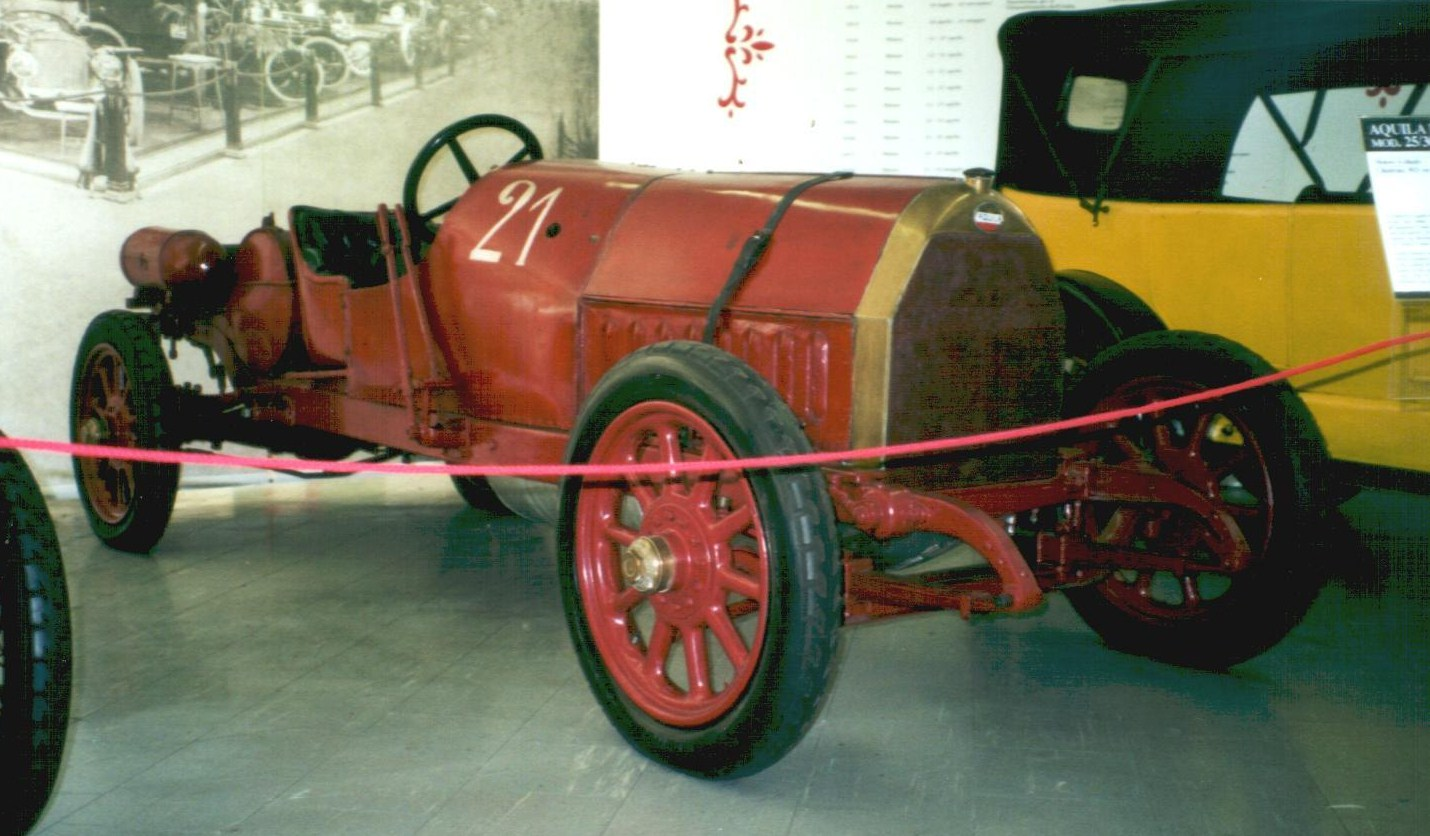
Aquila Italiana 25/30HP 1912 року у Автомобільному музеї Турина

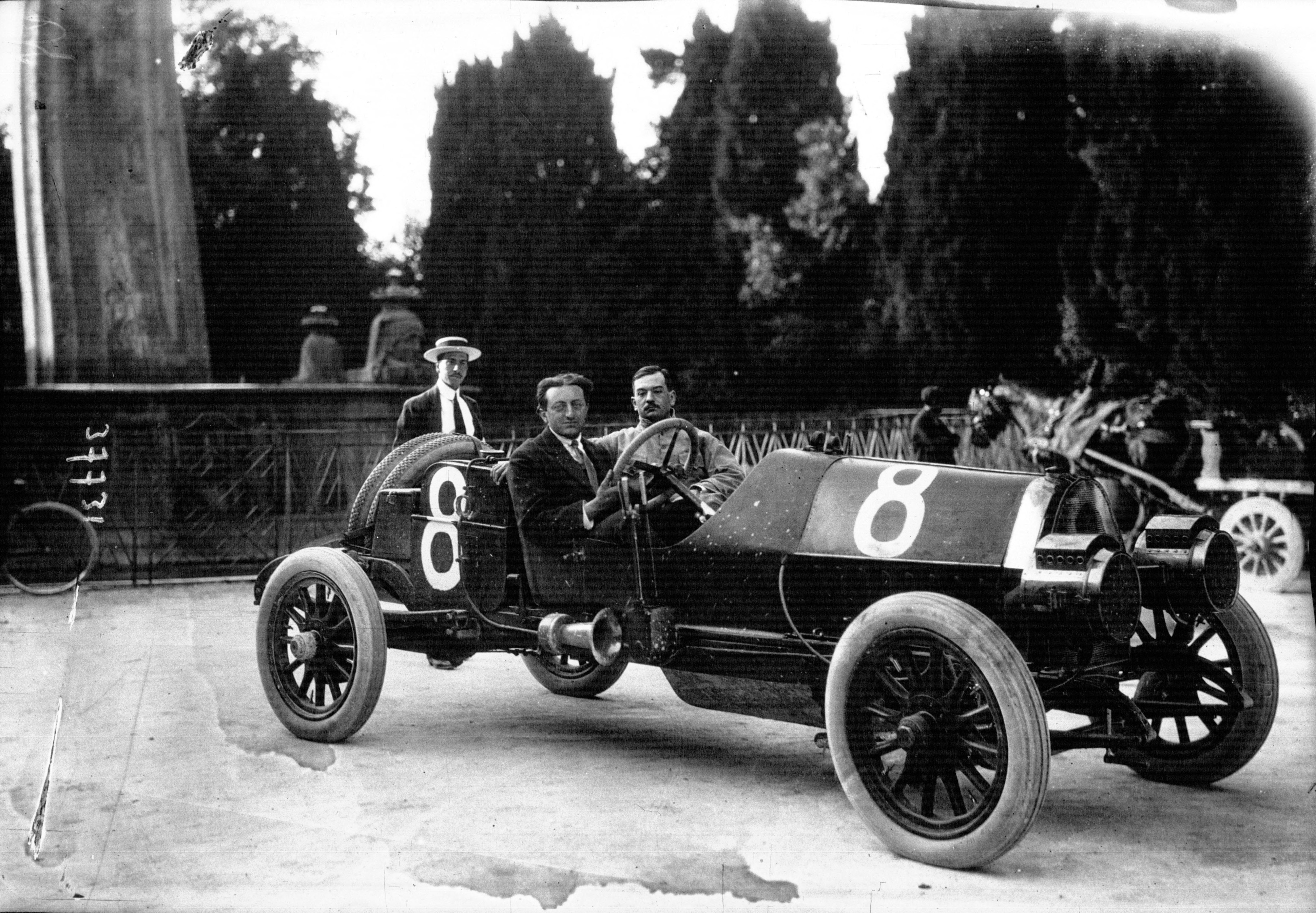
Джованні Марсалья за кермом Aquila Italiana на Тарга Флоріо 1913 року

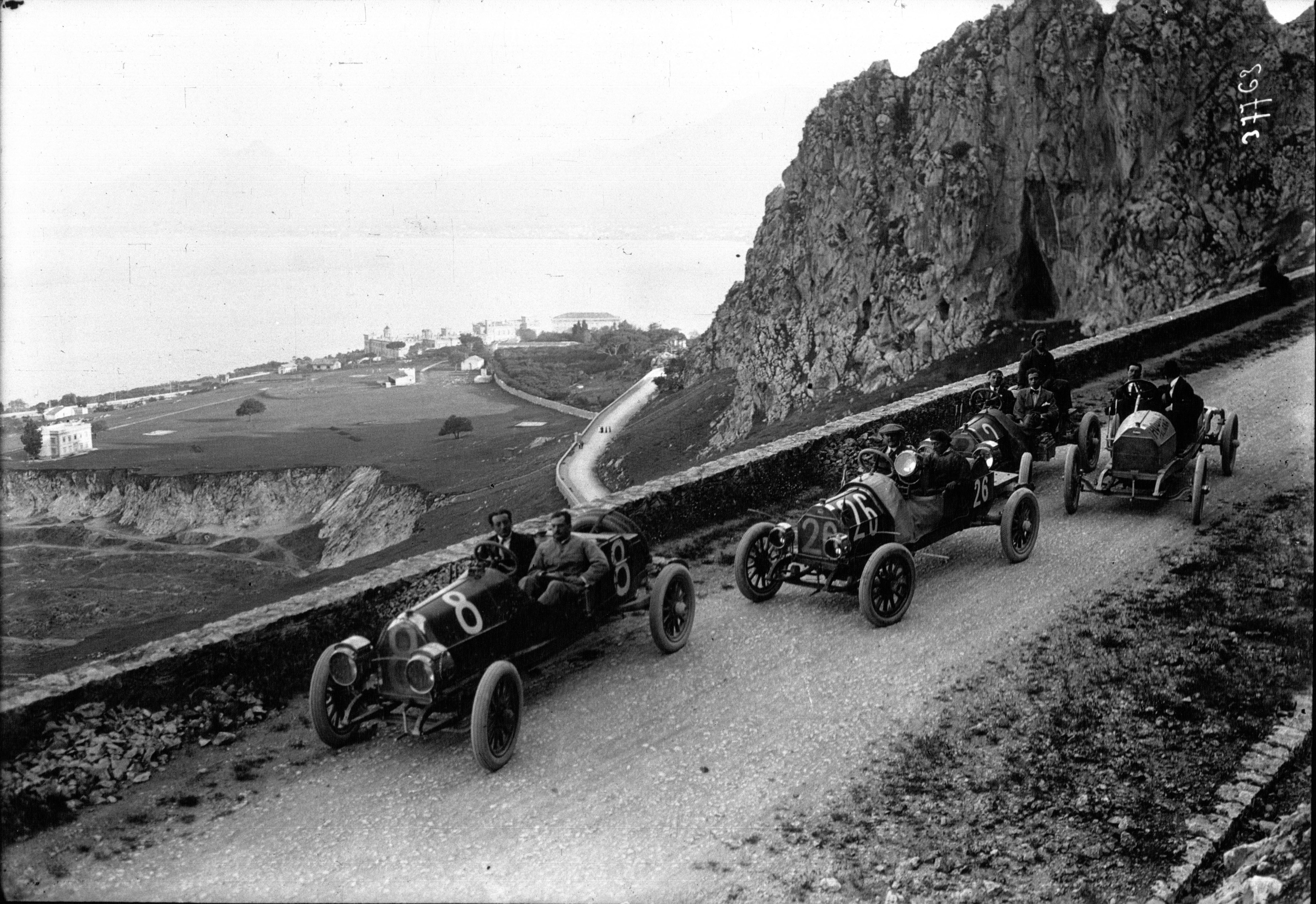
Команда Aquila Italiana на Тарга Флоріо 1913 року

Двигуни Aquila Italiana були більш потужними, ніж їх конкурентів, великого об'єму, з легкосплавними поршнями і кульковими підшипниками колінчастих валів. Компанія випускала двигуни та шасі, а виробники кузовів виготовляли кузови та внутрішні приналежності. Типи машин, виготовлених з використанням шасі Aquila Italiana, були від лімузинів, якими керували шофери, до двомісних гоночних машин. 

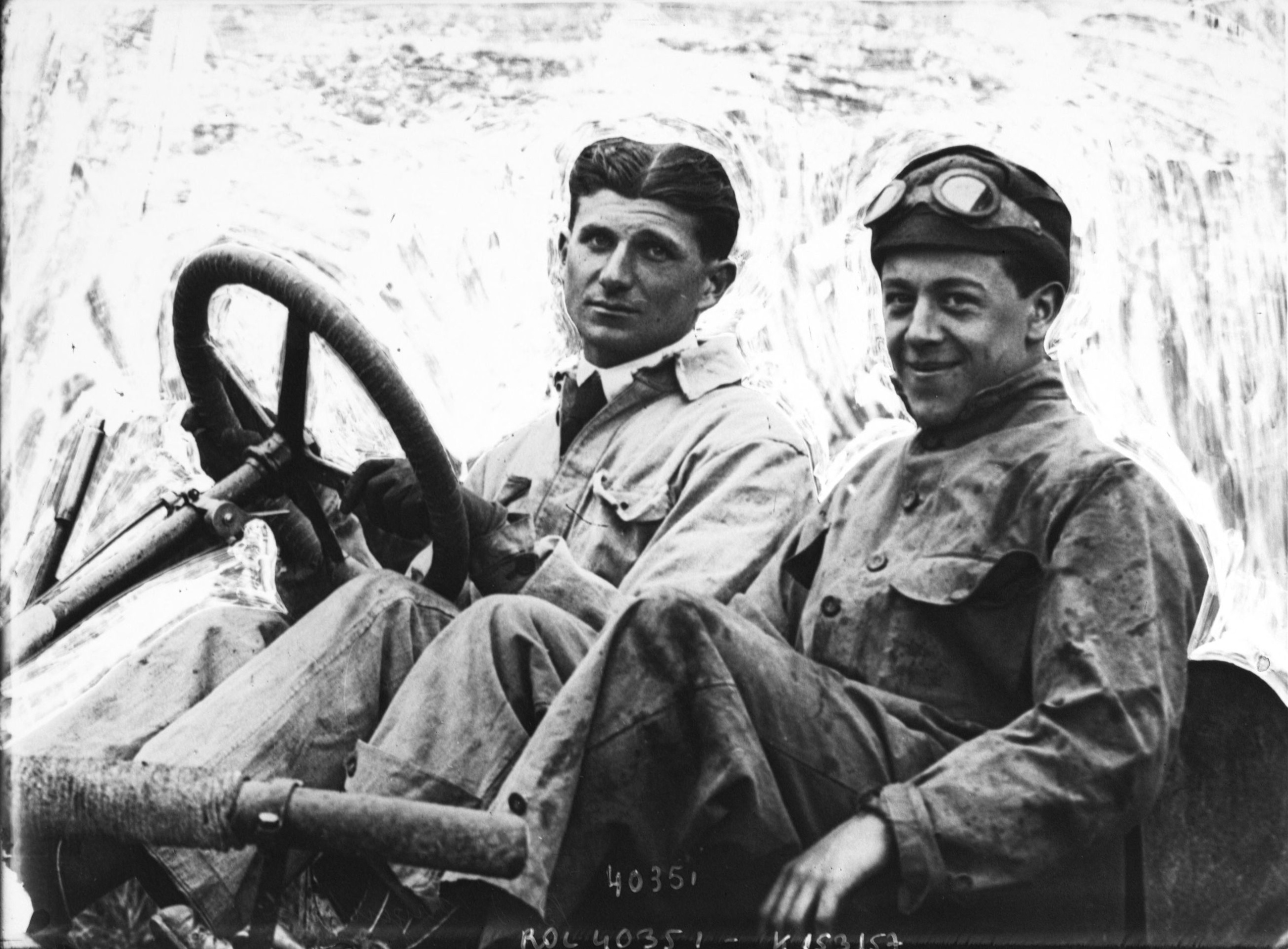
Берія Аргентіна за кермом Aquila Italiana на Гран-прі Франції 1914 року

До комерційних успіхів додалися спортивні. Вінченцо Марсалья був талановитим автомобільним водієм і багато разів виступав на перегонах на автомобілях Aquila Italiana. У 1914 році в гонці "Тур де Франс" дві з трьох заявлених машин Aquila прийшли до фінішу без штрафних очок. У тому ж році гоночна Aquila взяла участь у Гран-прі Франції, але поломка двигуна змусила її зійти з траси на другому колі. Автомобіль мав шестициліндровий двигун-моноблок, об'ємом 4192 см3. 
Остаточне падіння компанії почалося у 1914 році, коли внутрішні розбіжності призвели до звільнення Каппи (згодом він перейшов у FIAT), а потім - рішення не перемикати завод на військову продукцію. Aquila Italiana згодом був поглинений S.P.A. (Società Piemontese Automobili). 1917 рік був останнім роком випуску автомобільної продукції цієї інноваційної автомобільної інженерної компанії.

## Відродження марки. Компанія Aquila Italiana Team

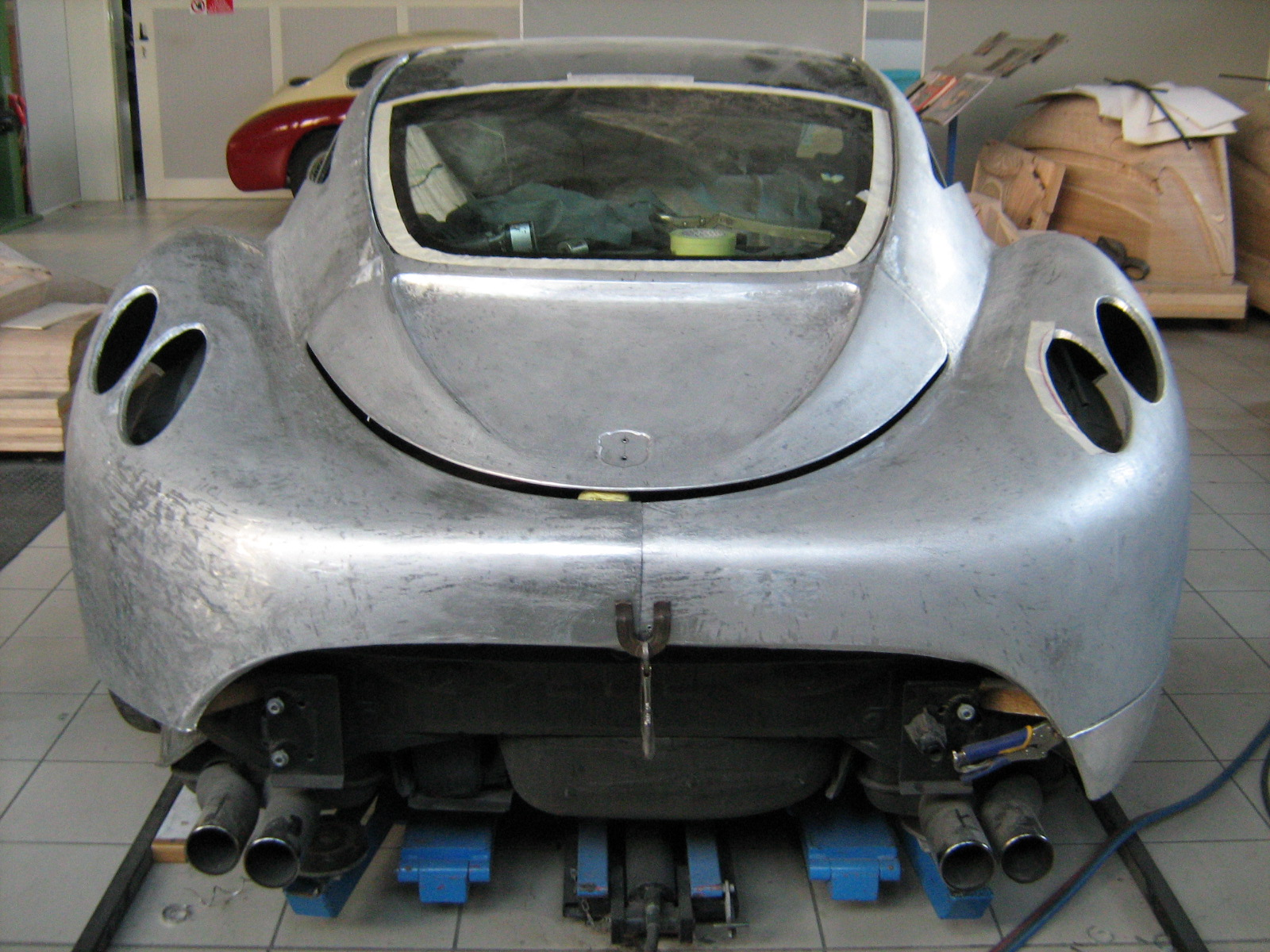
Aquila Italiana Diva GT у процесі ручного виробництва

В Італії сьогодні існує невелика компанія, яка виробляє вручну автомобілі класу гран-туризмо. Її назва - Aquila Italiana Team. Метою компанії є об'єднання технічних знань та досвідченої майстерності, якими Італія дуже славиться, щоб виготовити сучасне, але класичне механічне мистецтво. Їхній автомобіль, Diva GT - це легке, потужне купе з переднім розташуванням двигуна. Є можливість вибору двигунів V10 або V12. Автомобіль побудований вручну, кузовні панелі - вручну викований алюміній. Двигуни автомобіля видають 630- 750 к.с., і можуть розігнати машину до максимальної швидкості 208 миль за годину. Щороку виробляється всього декілька автомобілів.

## Список автомобілів Aquila Italiana
- 1909 - Aquila Italiana 15/20HP
  - Aquila Italiana 25/30HP
  - Aquila Italiana 40/50HP
- 1912 - Aquila Italiana H4
- 1913 - Aquila Italiana K
  - Aquila Italiana H6
- 2008 - Aquila Italiana Diva GT